# Гаральд Ґенцмер
Гаральд Ґенцмер (нім. Harald Genzmer; 9 лютого 1909, Блументаль, Німеччина — 16 грудня 2007, Мюнхен, Німеччина) — німецький академічний композитор. Бронзовий медаліст Олімпійських ігор 1936 року з музики. 

## Біографія
Ґенцмер народився в Блументалі, неподалік від Бремена. З 1928 року брав уроки композиції у Пауля Гіндеміта в Берлінській вищій школі музики (нім. Hochschule für Music).  
З 1938 викладав у Народній музичній школі Берлін-Нойкельн (нім. Volksmusikschule Berlin-Neukölln). На початку Другої світової війни служив в армії як кларнетист військового оркестру. Здібності Ґенцмера, як піаніста були помічені керівником оркестру, і він був призначений піаністом і акомпаніатором Лазаретних концертів (нім. Lazarettenkonzerte) для поранених офіцерів. Деякий час проживав недалеко від Гарміш-Партенкірхен, де познайомився з Ріхардом Штраусом. Після закінчення війни Ґенцмеру запропонували посаду в мюнхенській Вищій школі музики (нім. München Musikhochschule), що не було схвалено американськими окупаційними силами. З 1946 по 1957 роки викладав в Фрайбурзькій Вищій школі музики. 
З 1957 по 1974 рік викладав у Мюнхенській Вищій школі музики. Над його фортеп'яно висіла обрамлена вирізка з газети Süddeutsche Zeitung про прем'єру 1955 року симфонієти для струнних, яка стверджує, що доля п'єси — бути забутою. Поруч — вирізка з газети кількома роками пізніше про те, що цей твір є найбільш часто виконуваною композицією для струнного оркестру в Європі. 
Серед найвідоміших учнів Ґенцмера: Бертольд Гуммель, єгипетський композитор Гамаль Абдель-Рахім і британський композитор Джон МакКейб . 
Композитор помер в Мюнхені 19 грудня 2007 року. 

## Твори

### Для оркестру
- 1942 — Музика для струнного оркестру[5]
- 1946 — Перше концертіно для фортеп'яно і струнних з флейтою
- 1948 — Концерт для фортеп'яно з оркестром
- 1950 — Концерт для віолончелі та великого оркестру
- 1952 — Концерт для траутоніума і великого оркестру
- 1954 — Концерт для флейти з оркестром[6]
- 1955 — Симфонієта для струнних
- 1957 вар. 1970 — Симфонія № 1 для повного оркестру
- 1957 — Камерний концерт для гобоя і струнного оркестру[7]
- 1958 — Симфонія № 2 для струнних
- 1959 — «Пролог» для оркестру
- 1959 — Konzert für Violine und Orchester.
- 1960 — Divertimento giocoso for two woodwind instruments and string orchestra
- 1963 — Concertino Nr. 2, for piano and strings
- 1963 — 2. Orchesterkonzert
- 1964 — Introduktion und Adagio, for strings
- 1965 — Der Zauberspiegel, ballet-suite for orchestra
- 1965 — Concerto for harp and strings
- 1967 — Concerto for viola and orchestra[8]
- 1967 — Sonatina prima, for strings
- 1970 — Sinfonia da Camera
- 1970 — Konzert, for organ and orchestra
- 1971 — Sonatina seconda, for strings
- 1974 — 3. Konzert, for piano and orchestra
- 1976 — Miniaturen, for strings
- 1977-1978 — Musik für Orchester, after a fragment by Friedrich Hölderlin
- 1978 — Konzert, for percussion instruments and orchestra
- 1979 — Sinfonia per giovani, for large school orchestra
- 1980 — 2. Konzert, for organ and strings
- 1983 — Konzert, for two clarinets and strings
- 1984 — Konzert, for four horns and orchestra
- 1984 — Konzert, for cello, contrabass and strings
- 1985 — Sechs Bagatellen for cello and contrabass Pub. Litolff / Peters Nr.8613
- 1985 — Konzert, for trumpet and strings[9]
- 1985 — 2. Konzert, for trumpet and strings
- 1986 — 3. Sinfonie
- 1987 — Cassation, for strings
- 1990 — Vierte Sinfonie, for large orchestra
- 1996 — Concerto for contrabass and string orchestra
- 1998 — Concertino für Flöte, Oboe (Flöte) und Streichorchester
- 1998 — Concerto for three trumpets and string orchestra
- 1998 — 5. Sinfonie, for large orchestra[10]
- 2002 — 3. Sinfonietta, for string orchestra
- 2. Sinfonietta, For string orchestra
- Concertino, for clarinet and chamber orchestra
- Erstes Concertino, for piano and string orchestra, with obbligato flute
- Festliches Vorspiel, for orchestra
- Kokua, dance suite for large orchestra 
  1. Tarantella
  2. Burleske
  3. Kokoa
  4. Dytiramba
- Konzert, for two pianos and orchestra
- Konzert, for two guitars and orchestra
- Konzert, for flute, harp and strings
- Pachelbel-Suite, for orchestra
- Prolog II, for orchestra

### Для оркестру і духових інструментів
- 1968 — Divertimento for symphonic wind ensemble
- 1969 — Konzert, for cello and winds[9]
- 1974 — Ouvertüre für Uster
- Konzert, for trumpet, winds, harp and percussion
- Parergon zur «Sinfonia per giovani», for saxophone orchestra

### Балет
- 1965 Der Zauberspiegel, ballet — libretto: Hans Stadlmair

### Церковна музика
- 1962 Jiménez-Kantate, for soprano, mixed chorus and orchestra
- 1969—1970 Mistral-Kantate, for soprano
- 1973 Deutsche Messe, for mixed chorus and organ
- 1975—1976 Oswald von Wolkenstein, cantata for soprano, baritone, mixed chorus and orchestra
- 1978 Kantate (The mystic trumpeter), for soprano (tenor), trumpet and strings
- 1979 Geistliche Kantate, for soprano solo, men's chorus, organ and percussion
- 1 981 Kantate 1 981 nach engl. Barockgedichten, for soprano, mixed chorus and orchestra
- Adventsmotette «Das Volk, das im Finstern wandelt» (Jesaja 9), for men's chorus and organ
- Hymne — zum Fest des St. Antonius von Padua «Der Geist Gottes, des Herrn, ruht auf mir», for men's chorus

### Твори для хору
- Drei Chorlieder vom Wein, for men's chorus
- Lied des Vogelstellers «Der Vogel, der im Fluge ruht», for mixed chorus
- Tropus ad Gloria, for mixed chorus
- Wach auf, wach auf, for mixed chorus
- Zwei geistliche Festsprüche, for men's chorus and organ 
  1. Lobet den Herrn, alle Heiden (Psalm 117)
  2. Lasset das Wort Christi

### Вокальна музика
- 1961—1963 Fünf Lieder, on texts by Luís de Camões, for baritone and piano

### Твори для фортеп'яно
- 1938 1. Sonate.
- 1940 1. Sonatine
- 1942 2. Sonate[5]
- 1943 Sonata in D, for piano four-hands
- 1948 Suite for piano
- 1959 3. Sonatine[10]
- 1960-1962 Préludes
- 1963 Dialoge
- 1965 Studien, for piano four-hands
- 1975 Konzert, for piano and percussion
- 1978 4 Elegien, for piano and percussion
- at least five piano sonatas (sonata 5 published in 1985) [7]

### Твори для органу
- 1945 Tripartita in F
- 1952 rev. 2000 Konzert (for organ solo)[10]
- +1952 Erste Sonate
- 1956 Zweite Sonate
- 1963 Dritte Sonate
- 1966 Adventskonzert
- 1968 Die Tageszeiten
- 1974 Weihnachtskonzert
- 1974 Konzert, for organ and percussion
- 1981 Fantasie
- 1982 Osterkonzert
- 1983 Pfingstkonzert
- 1980—1981 Impressionen
- 1996—1997 Sinfonisches Konzert No. 2
- 2002 Präludium, Arie und Finale[7]
- Lento misterioso II
- Triptychon
- Sonata for trumpet and organ (published around 1971)
- Sonata for cello and organ

### Камерні твори
- 1939 First Sonata for Flute and Piano[11]
- 1941 Sonate für Altblockflöte und Klavier[5]
- 1943 Violin Sonata No. 1
- 1 945 Second Sonata (in E minor) for Flute and Piano
- 1947 Trio for flute, viola and harp[6]
- 1 949 Streichquartett Nr. 1[10]
- 1949 Violin Sonata No. 2
- 1953 Sonatina for Violine and Piano No. 1
- 1954 Violin Sonata No. 3
- 1955 Second sonata for viola and piano
- 1957 Wind quintet
- 1957 Sonate für viola
- 1967 1. Sonatine für Violoncello und Klavier
- 1973 Sonatine für Viola und Klavier
- 1974 Quartett für Klarinette, Violine, Violoncello und Klavier[7]
- 1978 Capriccio für Marimbaphon
- 1980 Violin Sonata No. 4
- 1981 Sonate für Violoncello Solo
- 1981 Sonatine für Kontrabaß und Klavier
- 1981 Divertimento für Violoncello und Fagott
- 1982 2. Sonatine für Violoncello und Klavier
- 1983 Acht Fantasien für Vibraphon
- 1983—1984, revised 1991 Sonate für violine solo
- 1986 Sonate für Gitarre
- 1988 Trio für Klarinette, Violoncello und Klavier
- 1990 Sonate für Flöte und Harfe
- тисяча дев'ятсот дев'яносто два Pan : Für Querflöte solo oder Altquerflöte in G solo
- 1995 Quintet for Clarinet and Strings
- 1995 Violin Sonata No. 5
- 1995 Sonatina for Violin and Piano No. 2
- 1995 Sonatina for Violin and Piano No. 3
- 1997 Sonate für Klarinette (B ♭) und Klavier
- 1999 Fantasie-Sonate: für Flöte und Gitarre
- 2002 Improvisationen für Altblockflöte solo
- Sonatas for cello and piano (first sonata published in 1954 another composed 1963[9])